# Caroline Trompeter
Caroline Trompeter (* 14. Juli 1994 in Gelnhausen) ist eine deutsche Kanutin (Kanuslalom im Einer-Kajak). Sie ist die erste Goldmedaillengewinnerin in der 2017 bei Weltmeisterschaften neu aufgenommenen Disziplin Canoe Slalom Extreme.

## Erfolge
- Weltmeisterschaften
  - Extreme K1, 2019 in Prag: Bronzemedaille
  - Extreme K1, 2017 in Pau: Goldmedaille
- U23-Weltmeisterschaften
  - K1 team, 2016 in Kraków: Goldmedaille
- U23-Europameisterschaften
  - K1 team, 2016 in Solkan: Goldmedaille
  - K1 team, 2017 in Hohenlimburg: Silbermedaille
  - K1 team, 2014 in Skopje: Silbermedaille
- Juniorenweltmeisterschaften
  - K1 team, 2012 in Wausau: Silbermedaille
  - K1 team, 2010 in Foix: Silbermedaille
- Junioreneuropameisterschaften
  - K1 team, 2012 in Solkan: Silbermedaille
  - K1 team, 2011 in Banja Luka: Goldmedaille
  - K1 team, 2010 in Markkleeberg: Goldmedaille